# برايان مورغان إدواردز
برايان مورغان إدواردز (بالإنجليزية: Brian Morgan Edwards)‏ هو شخصية أعمال بريطاني، ولد في 1 أغسطس 1934، وتوفي في 1 ديسمبر 2002.